# Condado de Spotsylvania
El condado de Spotsylvania, fundado en 1721 por Alexander Spotswood, es uno de 95 condados del estado estadounidense de Virginia. En el año 2009, el condado tenía una población de 122.397 habitantes y una densidad poblacional de 114 personas por km². La sede del condado es Spotsylvania Courthouse. El condado forma parte del área metropolitana de Washington D. C.

## Geografía
Según la Oficina del Censo, el condado tiene un área total de 1067 km² (412 mi²), de la cual 1039 km² (401,2 mi²) es tierra y 28 km² (10,8 mi²) (2.77 %) es agua.

### Condados adyacentes
- Condado de Culpeper (norte)
- Condado de Stafford (noreste)
- Ciudad de Fredericksburg (noreste)
- Condado de Caroline (sureste)
- Ciudad de Hanover (sur)
- Condado de Louisa (oeste-noroeste)

## Demografía
Según la Oficina del Censo en 2006, los ingresos medios por hogar en el condado eran de $72,453, y los ingresos medios por familia eran $75,507. Los hombres tenían unos ingresos medios de $49,166 frente a los $38,076 para las mujeres. La renta per cápita para el condado era de $21,458. Alrededor del 5.80 % de la población estaban por debajo del umbral de pobreza.

## Localidades
| - Alsop - Arcadia - Artillery Ridge - Bells Crossroad - Belmont - Blades Corner - Brandon - Brockroad | - Brokenburg - Carters Store - Chancellor - Chancellorsville - Chewnings Corner - Cookstown - Dunavant | - Five Mile Fork - Four Mile Fork - Granite Springs - Lanes Corner - Leavells - Lewiston - Margo | - Marye - Massaponax - McHenry - Old Trap - Olivers Corner - Partlow - Paytes | - Post Oak - Shady Grove Corner - Snell - Spotsylvania Courthouse - Stubbs - Thornburg - Todds Tavern |